# 安臧王
安臧王（あんぞうおう、498年 - 531年）は、高句麗の第22代の王（在位:519年 - 531年）。姓は高、諱は興安。『魏書』や『梁書』には「安」の名で現れる。先代の文咨明王の長子であり、498年に太子に立てられ、519年に先王の死去により王位に就いた。

## 治世
先代の文咨明王に引き続き、南北朝両面の外交を続けた。梁からは520年2月に＜寧東将軍・都督営平二州諸軍事・高句麗王＞に冊封されたが、このとき梁が派遣した冊封使の江法盛が海上で北魏兵に捕らわれて、洛陽に送られた。同年9月には北魏から＜安東将軍・領護東夷校尉・遼東郡開国公・高句麗王＞に冊封されており、依然として南北両朝から高い評価を受け続けている。
523年に百済に攻め入り、529年には再び百済に攻め入り五谷（黄海北道瑞興郡）で大勝し、首級二千余をあげた。
531年5月に死去し、安臧王と諡された。『日本書紀』によれば内紛によって暗殺されたとしているが、詳細は不明である。埋葬地については記述がない。『梁書』には普通7年（526年）に安臧王が死んで子の延が跡を継いだとあるが、『三国史記』はこの『梁書』の記事の卒年を誤りとしている（次王の安原王の諱は宝延、安臧王の弟としているが、『梁書』が跡を継いだ延を子としていることについては触れていない）。